# Fujiwara no Tadataka
Pour les articles homonymes, voir Tadataka.
Fujiwara no Tadataka (藤原 隆忠) (1163 - 1245), premier fils du régent Matsudono Motofusa, est un noble de cour japonais (Kugyō) de la fin des époques de l'Heian et Kamakura.
Bien qu'étant l'ainé, il est traité comme s'il ne l'était pas tandis que son demi-frère, Matsudono Moroie hérite de la lignée mâle. De ce fait, il s'appelle lui-même Daikakuji Sadaijin (大覚寺左大臣), évitant d'employer le nom « Matsudono ». En 1220, juste avant la révolte de Jōkyū, il se retire de la politique et se fait moine bouddhiste.
Des chercheurs ont récemment suggéré qu'il est le véritable auteur du Rokudai Shōjiki (六代勝事記).